# Caratterizzazione (biologia)
La caratterizzazione è una procedura di verifica della presenza di un microrganismo in un campione di materiale. Questa procedura è usata soprattutto negli ambiti della biochimica, dell'agronomia, e della medicina. La scelta del metodo di caratterizzazione più adeguato è operata in base al tipo di campione di cui si dispone, ed in base al tipo di microrganismo che si vuole individuare: si deve cercare il microrganismo che si pensa abbia colonizzato il campione.

## Principali metodi di caratterizzazione

### Caratterizzazione biologica
Utile nel campo della patologia vegetale, consiste nell'individuare e confrontare i sintomi che si ritiene dovuti all'azione di un microbiota infettando, tramite l'innesto di campioni che si presumono contaminati, piante sane indicatrici.
Il manifestarsi degli stessi sintomi anche su queste ultime indica che la patologia è dovuta ad un microrganismo trasferito con l'innesto e non a cause fisiche come, ad esempio, uno stress termico.

### Caratterizzazione sierologica
Si avvale dell'uso di anticorpi di origine animale per individuare la presenza e il tipo dei microrganismi contaminanti. Probabilmente, è il criterio di caratterizzazione più usato perché:
- il costo è basso;
- l'esecuzione è più rapida
- è più semplice degli altri metodi.

Gli anticorpi, specifici per ogni microrganismo, sono facilmente acquistabili; alcuni dei metodi più utilizzati sono:
- Immunodiffusione
- ELISA su piastra
- Elisa su foglio (Immunoprinting)

### Caratterizzazione molecolare
È una tecnica per individuare e riconoscere la presenza di macromolecole caratteristiche di un determinato patogeno all'interno di un campione prelevato da un individuo infetto. Questa tecnica è particolarmente utile ed efficace per individuare i virus, ma meno sensibile per la caratterizzazione di microrganismi più grandi come funghi e batteri.
La natura delle macromolecole caratteristiche individuabili è generalmente proteica o nucleica, DNA e/o RNA.
Il metodo di elettroforesi con estrazione di dsRNA si avvale del riconoscimento di dsRNA, RNA a doppio filamento, caratteristico della presenza di forme virali, in quanto indicatore di organismi con corredo genetico ad RNA (perlopiù virus) in fase di duplicazione: l'RNA, sebbene presente in tutte le cellule, viene duplicato a partire da DNA e non è, pertanto mai presente in questa forma.